# Dermestes peruvianus
Dermestes peruvianus is een keversoort uit de familie spektorren (Dermestidae). De wetenschappelijke naam van de soort werd in 1840 gepubliceerd door Francis de Laporte de Castelnau.